# پیتر آسیون
پیتر آسیون (انگلیسی: Peter Assion؛ زادهٔ ۲۴ اوت ۱۹۵۹) بازیکن فوتبال اهل آلمان است.
از باشگاه‌هایی که در آن بازی کرده‌است می‌توان به باشگاه فوتبال اشتوتگارت اشاره کرد.